# Hispaniole
Hispaniole (Calyptophilidae) – monotypowa rodzina ptaków z podrzędu śpiewających (Oscines) w rzędzie wróblowych (Passeriformes).

## Występowanie
Rodzina obejmuje gatunki występujące na wyspie Haiti.

## Morfologia
Długość ciała 18–21 cm, masa ciała 26,3–55,3 g.

## Systematyka

### Etymologia
Nazwa rodzajowa Calyptophilus jest połączeniem słów z języka greckiego: καλυπτω kaluptō – „ukrywanie” oraz φιλος philos – „miłośnik, kochający”.

### Gatunek typowy
Phoenicophilus frugivorus Cory

### Podział systematyczny
Takson wyodrębniony do rangi rodziny na podstawie badań molekularnych. Wcześniej zaliczany do tanagrowatych (Thraupidae), hispaniolczyków (Phaenicophilidae) lub lasówek (Parulidae). Do rodziny należy jeden rodzaj z następującymi gatunkami:
- Calyptophilus tertius Wetmore, 1929 – hispaniol brązowawy
- Calyptophilus frugivorus (Cory, 1883) – hispaniol oliwkowy